# Condado de Allegan
O Condado de Allegan é um dos 88 condados do estado americano de Michigan. A sede do condado é Allegan, e sua maior cidade é Allegan.
O condado possui uma área de 4 748 km² (dos quais 2 605 km² estão cobertos por água), uma população de 105 665 habitantes, e uma densidade populacional de 49 hab/km² (segundo o censo nacional de 2000).